# Calabazas de Fuentidueña
Calabazas de Fuentidueña is een gemeente in de Spaanse provincie Segovia in de regio Castilië en León met een oppervlakte van 14,90 km². Calabazas de Fuentidueña telt 38 inwoners (1 januari 2016).

## Demografische ontwikkeling
Bron: INE, 1857-2011: volkstellingen